# Pécs 2010
La Pécs 2010 è stata una società ungherese di pallacanestro con sede a Pécs.

## Storia
Ha partecipato a diciassette edizioni di Coppa dei Campioni arrivando due volte al terzo posto e a cinque edizioni di Coppa Ronchetti.
Ha vinto undici volte la Coppa d'Ungheria, di cui otto volte dal 1998 al 2006. L'allenatore László Rátgéber è stato protagonista del periodo migliore, durato 15 anni dal 1993 al 2008, in cui ha vinto nove campionati e nove coppe.
Nel 2007 sono state assegnate delle medaglie d'oro, d'argento e di bronzo, dedicate alla memoria di Judit Horváth, in cui sono state premiate le giocatrici con più presenze (Jolanta Vilutytė con 526 partite e Éva Sztojkovics con 518).

## Palmarès
- Campionato ungherese femminile: 11

1992, 1995, 1996, 1998, 2000, 2001, 2003, 2004, 2005, 2006, 2010
- Coppa d'Ungheria femminile: 11

1997, 1998, 1999, 2000, 2001, 2002, 2003, 2005, 2006, 2009, 2010